# Col du Lautaret
Pour les articles homonymes, voir Col du Lautaret (Isère) et Lautaret.
Cet article possède un paronyme, voir Col de l'Autaret.
Le col du Lautaret est un col des Alpes françaises situé dans le département des Hautes-Alpes, en région Provence-Alpes-Côte d'Azur, à une altitude de 2 057 m.
Il permet de passer de la vallée de la Guisane à celle de la Romanche et offre également la possibilité de basculer sur la vallée de la Maurienne via le col du Galibier qui le domine au nord et dont la route départementale 902 débouche sur le col du Lautaret. Ceux qui y font halte sur le trajet de la route départementale 1091 (ex-route nationale 91) peuvent observer notamment le chaînon de la Meije au sud-ouest et celui du Grand Galibier au nord, ainsi que plusieurs sommets du massif des Écrins. Il est célèbre notamment pour ses paysages, sa flore, son jardin botanique alpin et pour le passage du Tour de France. Il est également à proximité de plusieurs sites naturels protégés, tels la réserve naturelle nationale des Pics du Combeynot et le parc national des Écrins.
Il est le deuxième plus haut col français ouvert à la circulation automobile en hiver ; il arrive cependant que les conditions météorologiques ou d'enneigement lui imposent une fermeture temporaire,.

## Toponyme
L'étymologie du toponyme « Lautaret » est discutée (grammatici certant). Les différents chercheurs la font traditionnellement dériver, par agglutination de l'article défini « l’ » et de autaret, à rapprocher de « autel », du latin altare qui désignait un tertre ou petite hauteur sur laquelle on sacrifiait aux dieux. Il semble davantage dérivé du radical pré-indoeuropéen aut-, exprimant l'idée de « hauteur », « élévation », radical d'où sont issus, d'une part le mot latin allâre, « autel » et d'autre part, allaret, allare ou autaret, « point le plus haut d'un sentier aboutissant à un col ou à un alpage, à une montagne ».

## Géographie

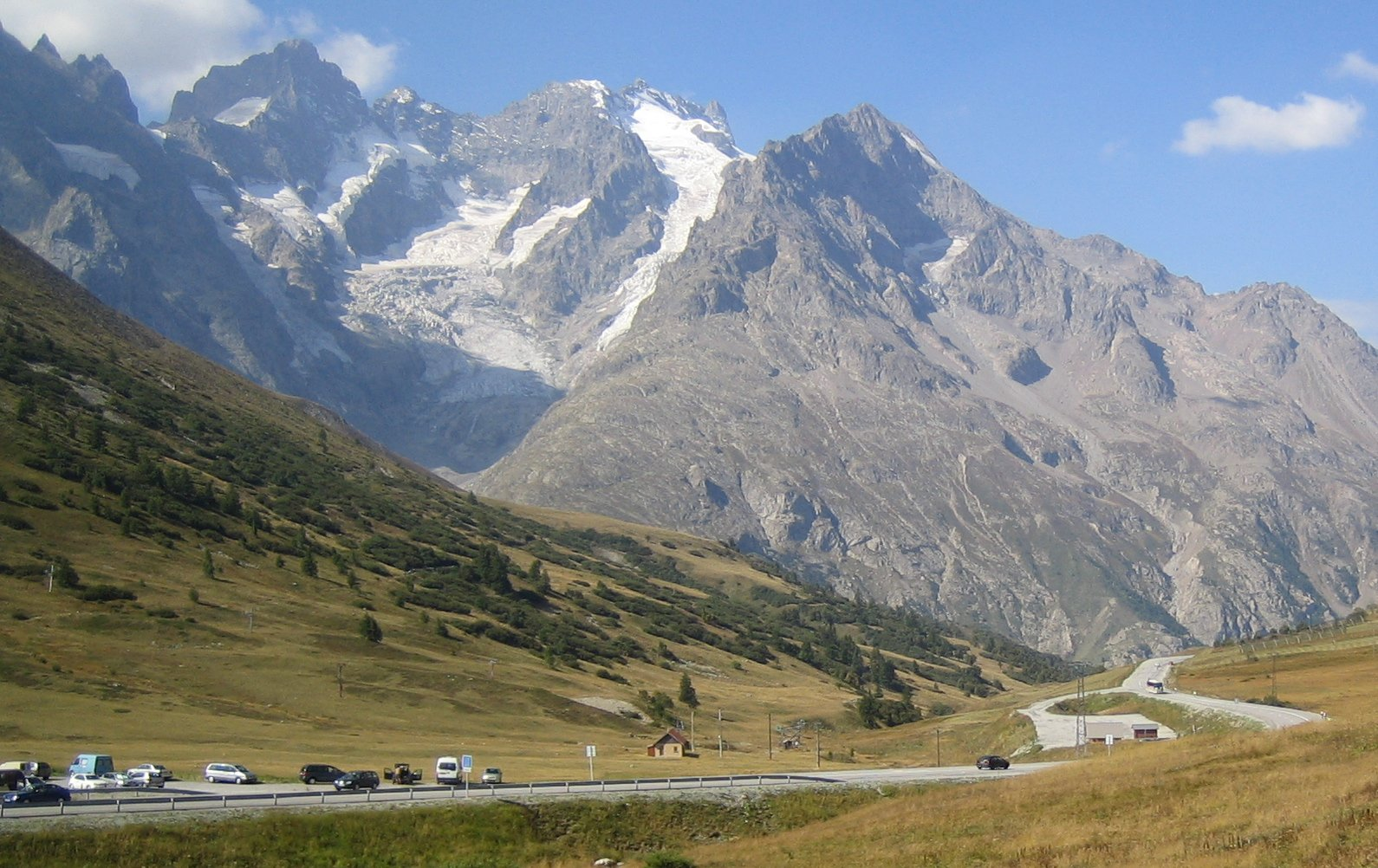
Vue depuis le col vers la vallée de la Romanche, la route départementale 1091 et la Meije.

C'est le point de passage entre l'Oisans (vallée de la Romanche) et le Briançonnais (vallée de la Guisane), reliés par la D 1091 (ancienne N 91) (Grenoble - Le Bourg-d'Oisans - Briançon). C'est un des points les plus bas de la ligne de crête séparant Alpes du Nord et Alpes du Sud, entre les massifs des Arves et des Écrins au sud. Le col marque également la limite entre les communes de Villar-d'Arêne et du Monêtier-les-Bains.
La pente relativement douce qui permet d'accéder au col s'explique par l'origine de ce relief, modelé par le glacier Romanche-Guisane qui se déversait de part et d'autre sur les deux vallées. Vestige de ce glacier, des moraines de fond déposées dans ce col grâce au transport sous-glaciaire. Le col est ainsi un « seuil de diffluence glaciaire ». De ce couloir émergent des buttes plates et dénudées constituées de marnocalcaires avec bélemnites (la plus visible est la Serre Orel dont les calcaires sont séparés par des lits plus schisteux). Les bases de ces buttes, en calcaire du Lias plus dur, expliquent qu'elles ont été dégagées par le glacier des schistes tendres voisins.

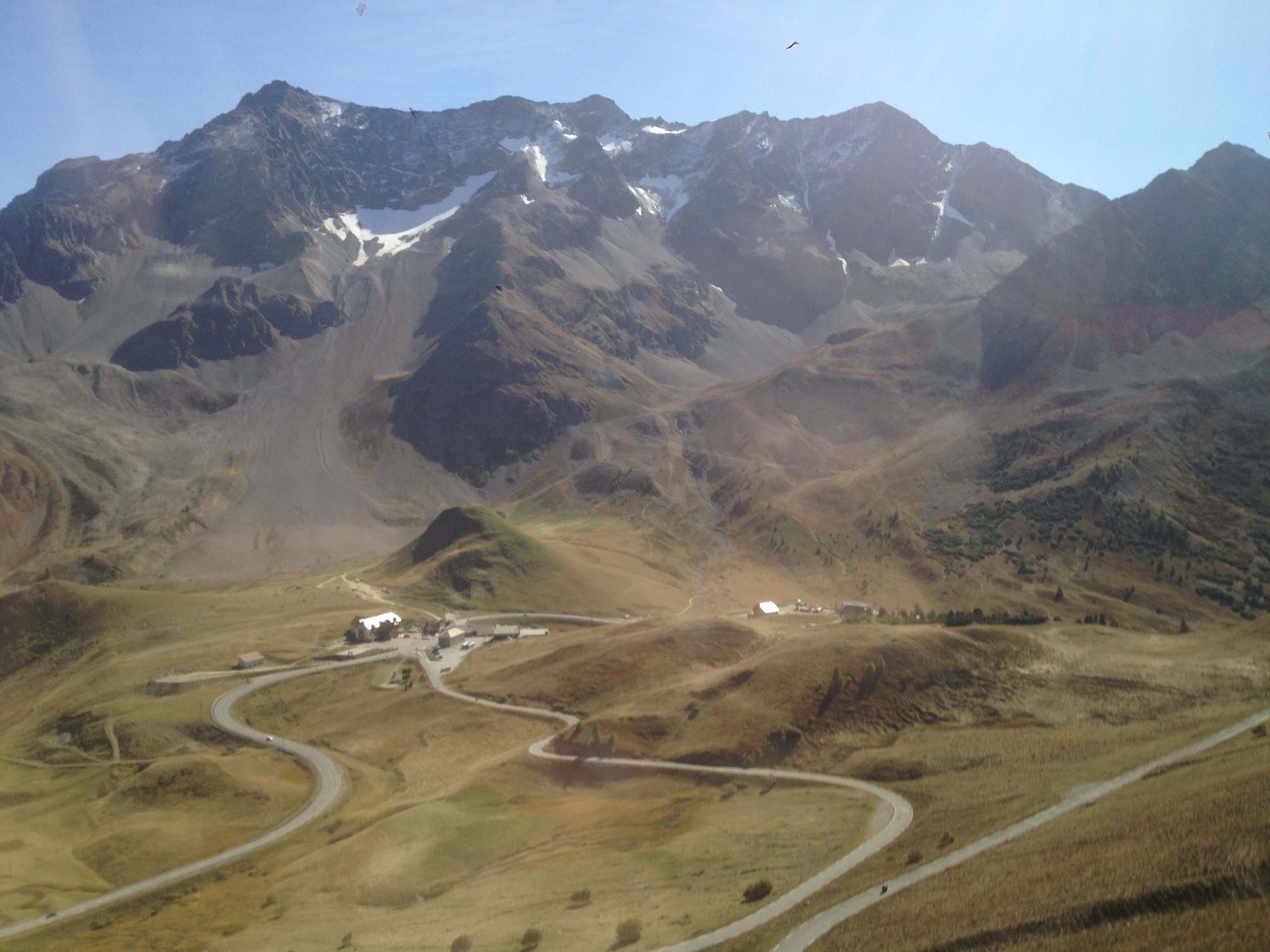
Au premier plan, le couloir est-ouest du col jadis creusé par un glacier.
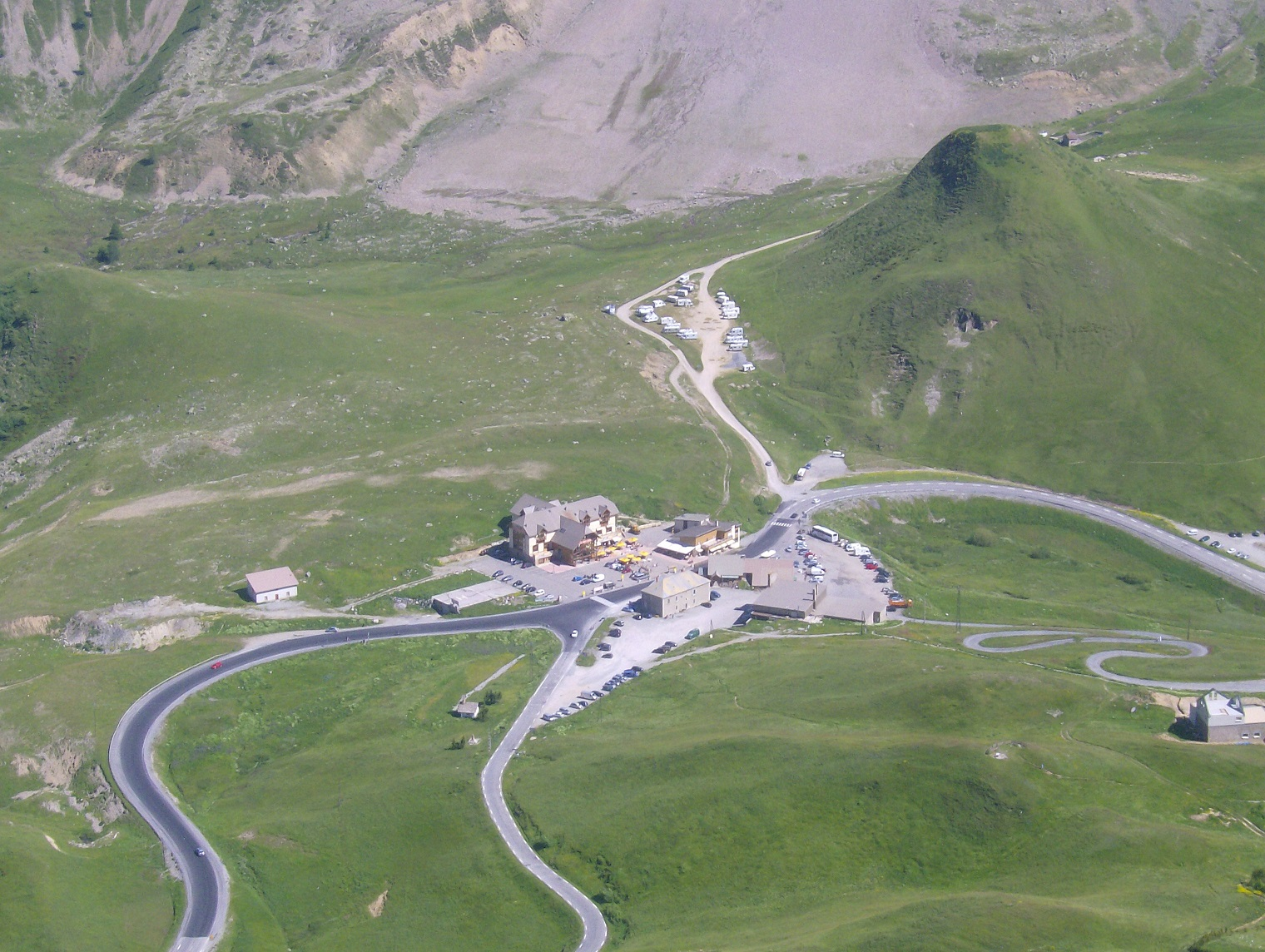
Le col révèle un paysage glaciaire contrasté qui indique l'extension verticale maximale des glaciers (ou trimline)[10].

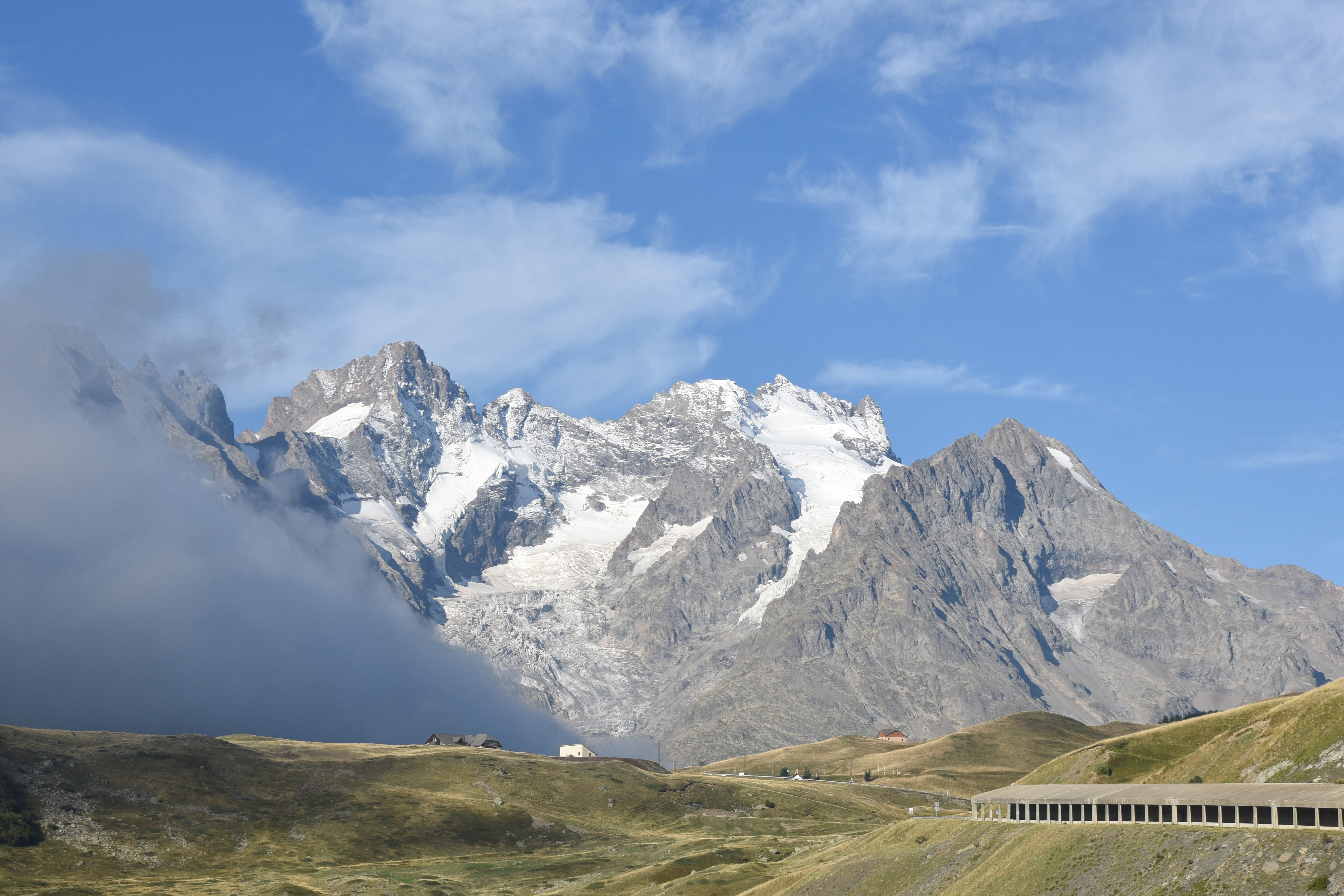
L'accès au col du Lautaret depuis la vallée de la Guisane ; en arrière-plan, le massif de La Meije.

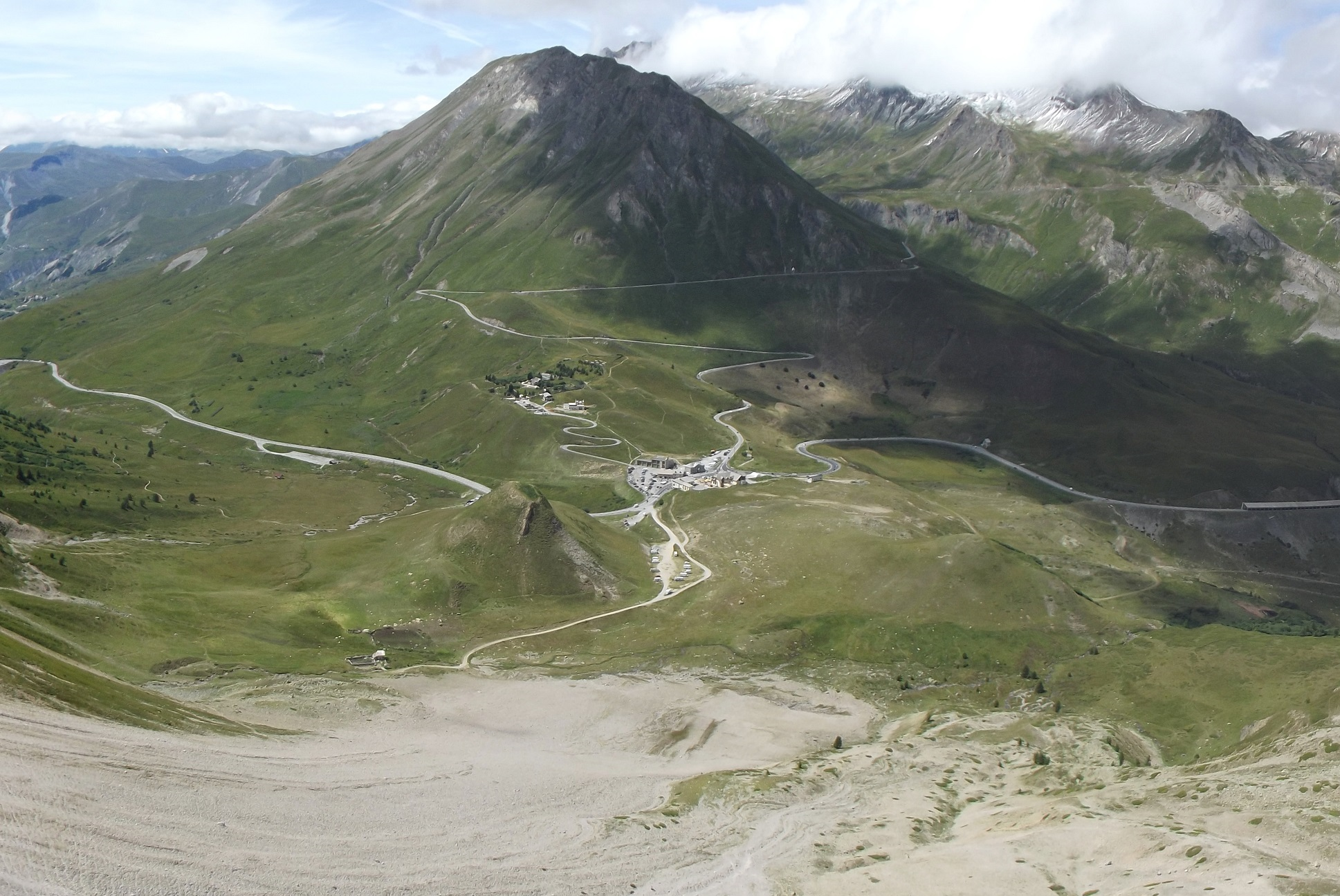
Vue depuis le vallon de Combeynot : au premier plan, Serre Orel, puis le col et le jardin alpin du Lautaret en amont de celui-ci. Les montagnes en arrière-plan sont au centre : la crête de Chaillol (2740 m), suivie à l’est du pic Blanc du Galibier (2955 m), du Petit Galibier (2765 m) et du Rocher (2682 m), sommets dans les nuages ; à l’est le col du Galibier (2642 m).

La petite route empierrée qui se dirige vers les grands cônes d'éboulis descendant du Combeynot serpente entre des dépôts morainiques et des buttes liasiques et aboutit aux ruines d'une ancienne exploitation de graviers, sous un chalet de bergers (chalet des Couchettes).
Le col du Lautaret est utilisé depuis longtemps comme voie de communication entre Grenoble et Briançon, voire pour accéder à l'Italie à travers les Alpes. La route du col du Galibier, versant sud, part du col du Lautaret. La Guisane prend sa source au col du Lautaret. Ce col fait également partie du tracé de la route des Grandes Alpes.

## Histoire

### Préhistoire
Les découvertes archéologiques ont mis au jour plusieurs sépultures de l'âge du Fer sur ce chemin entre le Bas Dauphiné et le Briançonnais. La richesse relative du mobilier funéraire suggère un trafic important à cette époque. Dans les Alpes du Nord, les Hallstattiens développent probablement le commerce entre la France de l'Est et l'Italie en utilisant les montagnards comme porteurs, guides et convoyeurs sur les divers cols de cette région. Les montagnards qui constituent le « groupe de l'Oisans-Rochefort » sont placés sur la voie de pénétration intra-alpine entre la cluse de Grenoble et le col du Lautaret.

### Antiquité, Moyen Âge et époque moderne

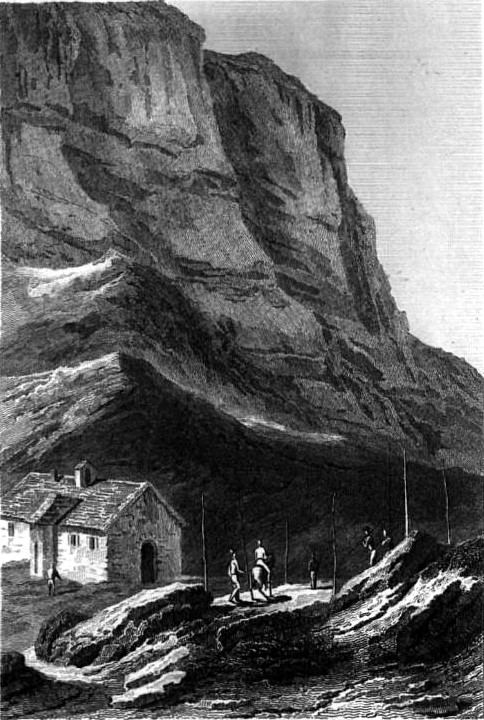
Hospice du Lautaret, vers 1838.

Du fait de sa situation et de son accessibilité, le col du Lautaret est déjà un lieu de passage fréquenté dans les Alpes à l'époque romaine. Une voie romaine le traverse, permettant de rallier Gratianopolis (Grenoble) à Brigantium (Briançon). Dans les siècles suivants, le col du Lautaret reste l'un des lieux de passage pour traverser les Alpes françaises ; un hospice royal, permettant d'accueillir les personnes de passage, y est créé. L'habitat permanent n'est que récent sur ce site de haute montagne. Le géographe André Allix note que deux actes fondent l'habitat au col (dont l'hospice) : l'un au XVe siècle, l'autre en 1863, et ce, afin de surveiller, protéger et exploiter le passage sur la route ; au début du XXe siècle, seules deux familles peuplent ce hameau à l'année : celles des aubergistes du col.

### Époque contemporaine

#### Fréquentation par des botanistes

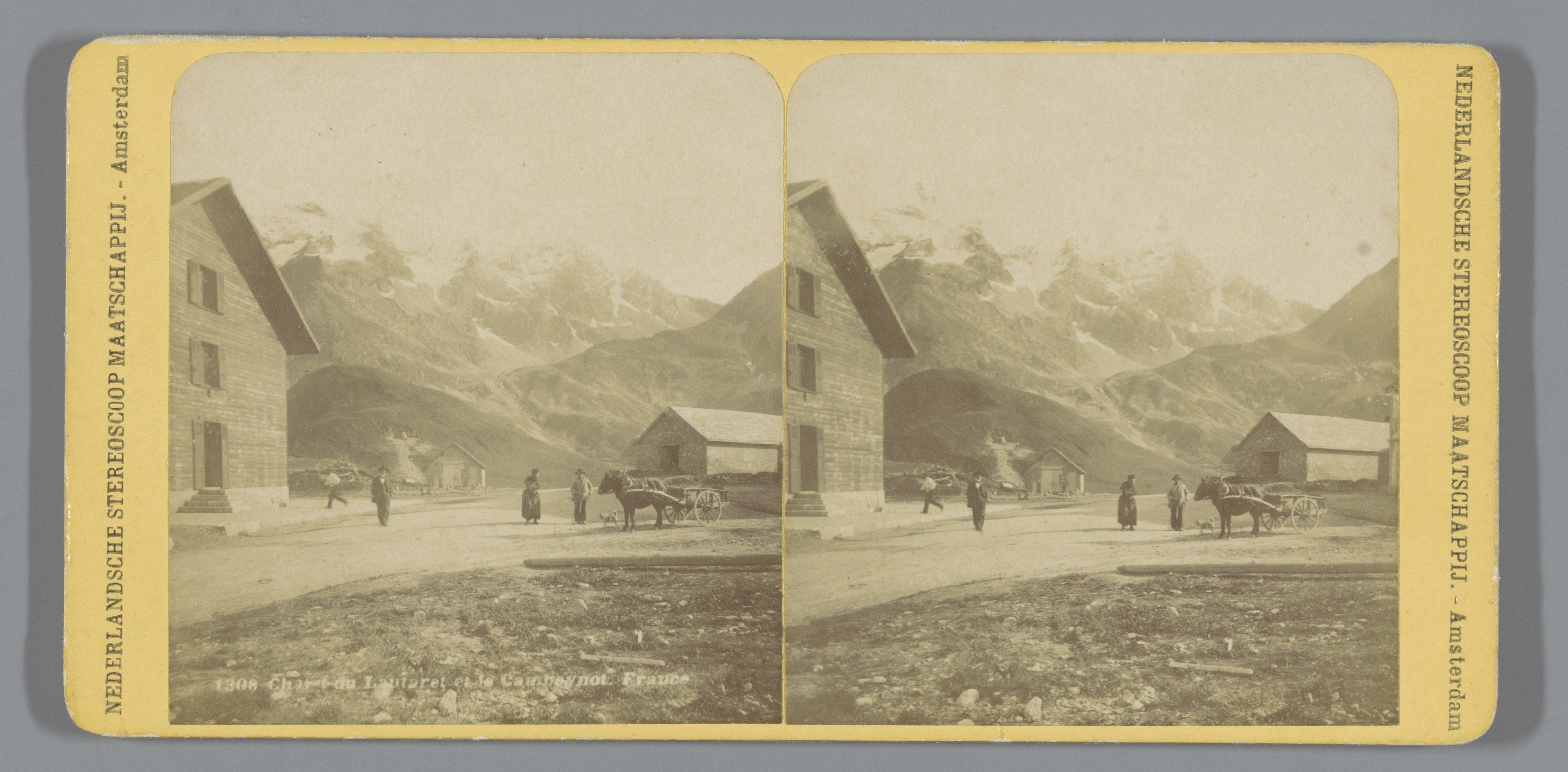
Chalet du Lautaret et le Combeynot, France, vers 1860-1880.

L'intendant général du Dauphiné, Bouchu, indique en 1698 que les montagnes de La Grave font l'objet de visites de personnes connaissant bien les simples (plantes médicinales). Le botaniste Dominique Villars note en 1779 que le Lautaret est un lieu important pour la flore alpine.
Au XIXe siècle, le Lautaret est fréquenté par les botanistes : « Le Lautaret est, parmi les montagnes du Dauphiné, l'une des plus aimées des botanistes, qui, sur ses gazons dont le vert disparaît pour ainsi dire sous les fleurs qui l'émaillent, cueillent des plantes belles à la fois de leur éclat et de leur rareté » (Victor Cassien et Alexandre Debelle, Album du Dauphiné, 1837).

#### Réalisation de la route moderne, tourisme et expérimentations scientifiques

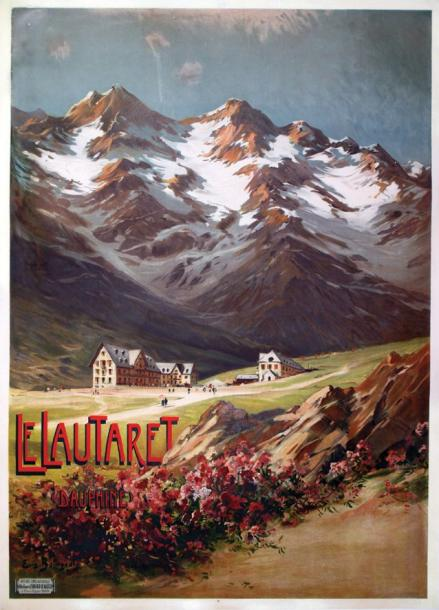
Le Lautaret, Dauphiné, affiche d'Eugène-Victor Bourgeois (1855-1909).

La route permettant d’accéder au Lautaret est rectifiée en 1881. La concurrence du chemin de fer (ligne Grenoble-Briançon) entraîne la fermeture hivernale à partir de 1885. Cependant, la fin du XIXe siècle marque aussi les débuts du tourisme dans la région, le développement des infrastructures consacrées à celui-ci au col et la desserte de celui-ci par des véhicules de transport collectif. Jusque-là, les personnes de passage et les premiers alpinistes faisaient halte dans l'hospice national ; à partir de 1893, il s'agrandit avec des extensions et une annexe aux allures de chalet suisse, devenant peu à peu un hôtel,. En 1914, prend place à proximité le chalet-hôtel de la Compagnie des chemins de fer de Paris à Lyon et à la Méditerranée (PLM).

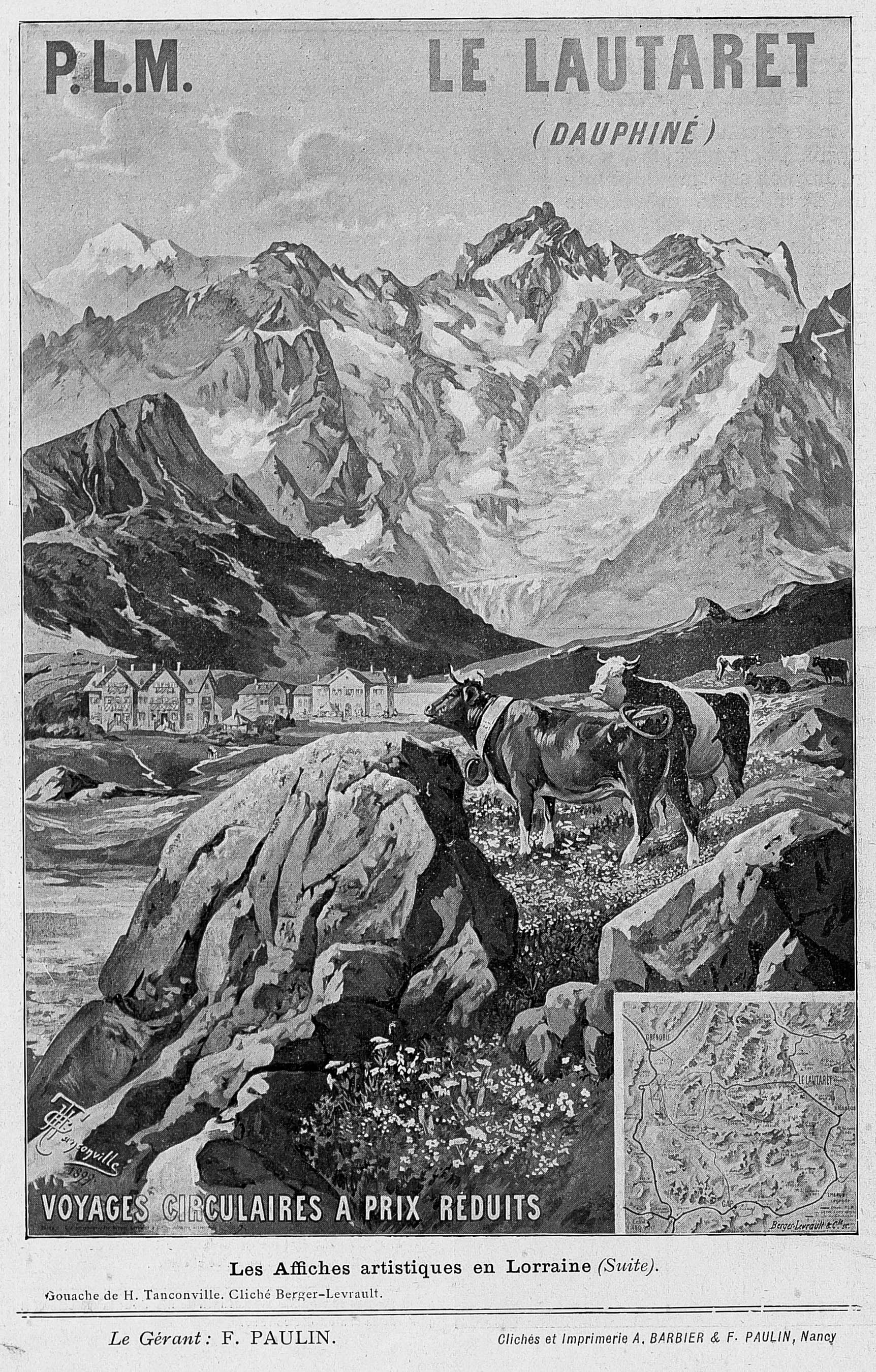
« Le Lautaret », extrait de La Lorraine artiste du 1 novembre 1900, fascicule no 8, p. 128

En mars 1908,, les rudes conditions hivernales du col du Lautaret servent de lieu d'essai aux trois véhicules motorisés à chenilles de Jean-Baptiste Charcot et Robert Falcon Scott qui s'illustrèrent lors de l'expédition Terra Nova en Antarctique. En 1913, après la mort de Scott au retour de son expédition au pôle Sud, Charcot décide de construire un cairn en son hommage sur le site du jardin alpin du Lautaret. L'inauguration a lieu le 5 février 1914 devant 200 personnes venues de Grenoble et Briançon. Le lieutenant de vaisseau Francis Drake, compagnon de Scott, fait un discours au pied du cairn lors de cette cérémonie.

Vue aérienne du col du Lautaret en mai 1928.

Le 31 août 1918, le général Joseph Brugère meurt d'une rupture d'anévrisme dans l'automobile qui le conduit en excursion au col du Lautaret. Le 26 janvier 1938, l'explorateur français Paul-Émile Victor franchit le col du Lautaret avec ses chiens de traîneau pendant une traversée des Alpes durant laquelle il teste ses animaux ; il assure ce jour-là la liaison postale Le Monêtier-les-Bains - La Grave et retour, tandis que le col enneigé est fermé à la circulation.

#### Seconde Guerre mondiale

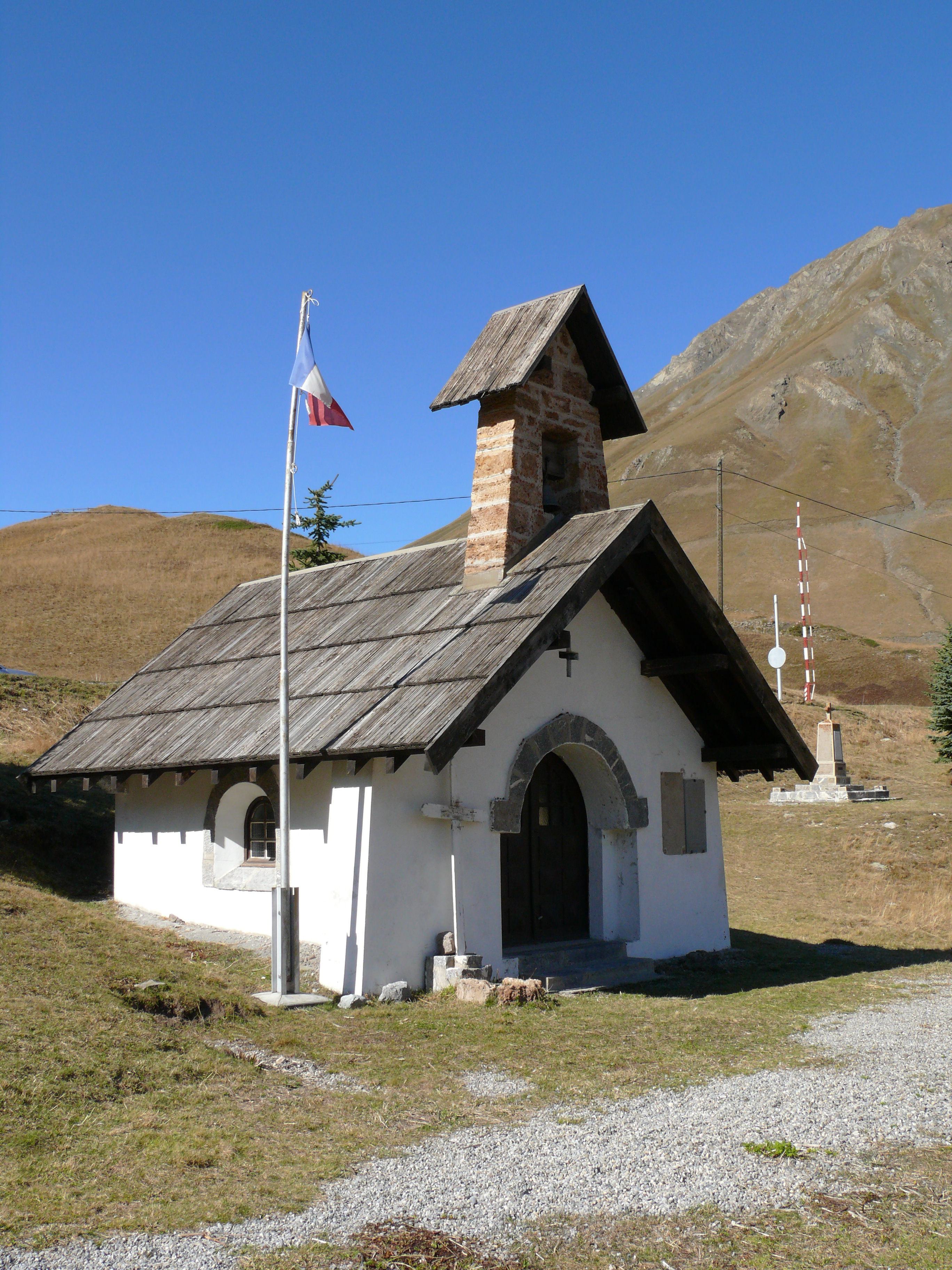
Chapelle Notre-Dame-des-Fusillés.

Le 11 août 1944, une colonne de soldats allemands du IIIe Reich, en retraite entre Briançon et Grenoble, rafle sur son trajet 17 hommes de la vallée (alors que ceux-ci étaient occupés à faire les foins dans les près le long de la route). En représailles des attaques des FFI subies, la colonne s'arrête au col et fusille ces 17 otages après leur avoir fait creuser leurs tombes. Puis, elle incendie l'hôtel PLM, pénètre dans l'Institut botanique et vole des objets, avant de continuer sa route vers l'Isère, emmenant avec elle en otage tous les hommes de Villar-d'Arêne. Six d'entre eux et un soldat allemand furent tués par l'explosion d'une mine dans le tunnel du Chambon, près de La Grave. Le 14 et 15 août, la même troupe exécuta au Bourg-d'Oisans des Juifs, des résistants et des otages. Au col, la chapelle placée sous le vocable de Notre-Dame-des-Fusillés a été construite sur le lieu de l'exécution. Sur son mur, on peut lire « C'est ici que sont tombés pour que vive la France, 17 patriotes lâchement torturés et fusillés le 11/08/1944 par les hordes nazies »,,. Parmi les paysans occupés à leurs travaux des champs le long de la route, l'un échappa à la rafle en s'enfuyant dans la montagne après avoir vu approcher la colonne ; il ne réapparaît au village du Monêtier-les-Bains que deux jours plus tard, à la joie de sa famille qui l'avait cru mort.

#### Déneigement hivernal et ouverture à l'année à la circulation

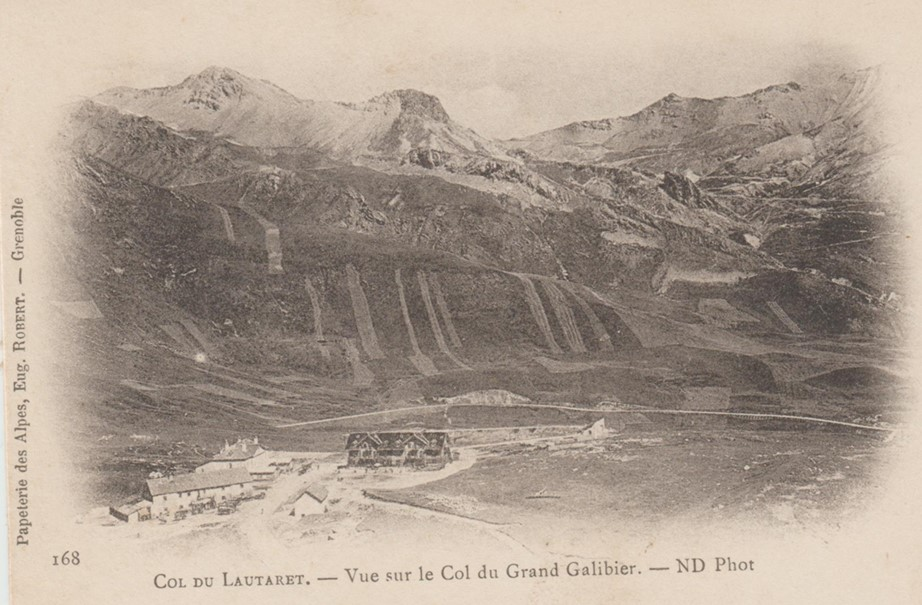
Vue depuis le col du Lautaret vers le col du Galibier.

À partir de 1951, des essais de machines de déneigement modernes sont effectués au col du Lautaret ; en avril de cette année, une fraiseuse à neige Laffly équipée de chenilles ouvre la voie dans une couche de onze mètres de neige au niveau de la Marionnaise. Bien que le département ait envisagé une ouverture de la route toute l'année dès 1953, celle-ci tarde à être mise en œuvre ; en mai 1955, la route est par exemple encore enneigée et fermée. Le déneigement hivernal complet du col est officiel depuis 1957, bien que sur la période 1957-1965, il ne puisse parfois être fait entre 10 et 30 jours par an. Par la suite, le col est ouvert à l'année, n'étant plus soumis à des fermetures qu'exceptionnellement (en cas de chutes de neige très importantes, tempêtes de type « tourmente », coulées d'avalanches ayant barré la route, ou risque avalancheux élevé). La circulation automobile peut aussi parfois être perturbée par la formation de congères sur la route à certains endroits.
Au printemps 2015, un éboulement, au niveau du lac du Chambon, coupe l'accès avec la vallée de la Romanche, contraignant par ailleurs les organisateurs du Tour de France à modifier la 20e étape de l'édition 2015, le col du Galibier étant remplacé par le col de la Croix-de-Fer.

## Activités

### Travaux de recherche sur l'écologie et la botanique et présentation au public

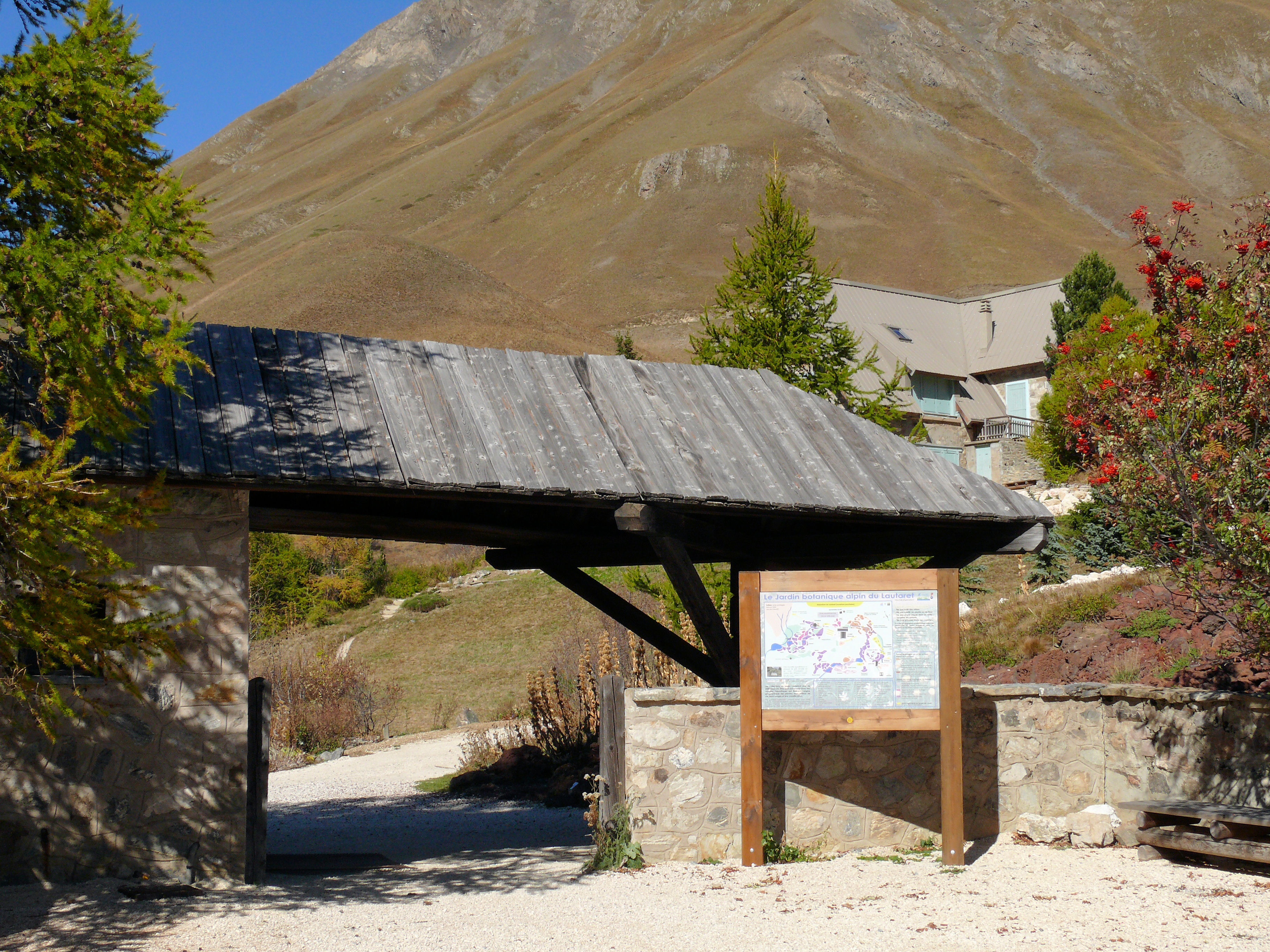
Porche d'entrée du jardin botanique alpin du Lautaret.

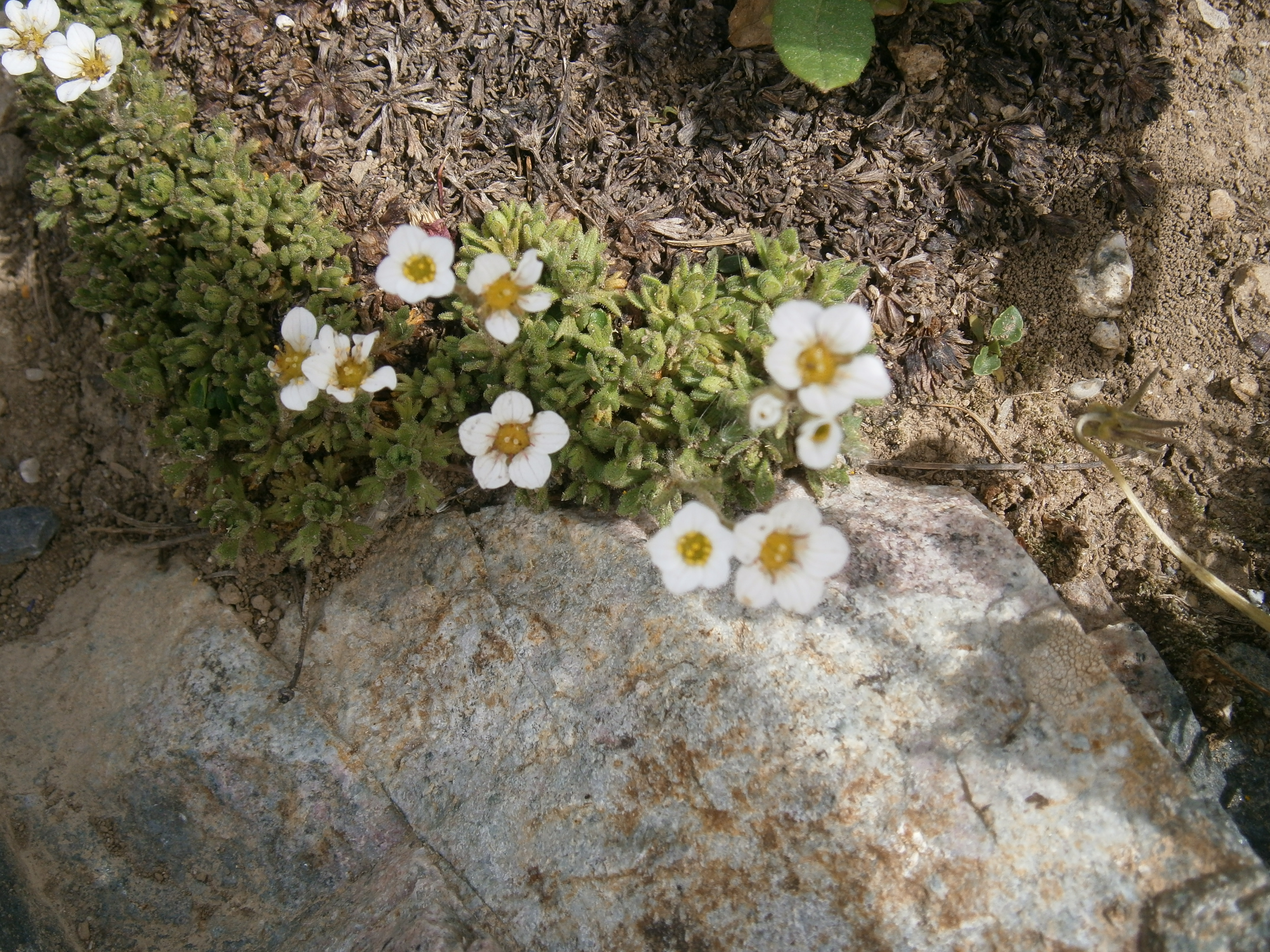
Saxifraga cebennensis, dans le jardin botanique alpin du Lautaret.

La station alpine Joseph-Fourier est une structure de l'Université Grenoble-Alpes et du CNRS. Elle se compose de trois entités, dont deux au col du Lautaret :
- le chalet-laboratoire du Lautaret ;
- le jardin botanique alpin du Lautaret[29] (qui est également un site classé[30],[31]) ;
- l'arboretum Robert Ruffier-Lanche (sur le campus de Saint-Martin d'Hères).

Le jardin botanique présente des plantes de la région du col du Lautaret et des autres montagnes du monde. Les collections du jardin présentent plus de 2 000 espèces. Il s'insère dans un environnement naturel lui-même marqué par des conditions climatiques spécifiques et une importante biodiversité. Différentes études scientifiques ont été et sont menées dans le secteur, en lien avec la station alpine Joseph-Fourier et d'autres organismes de recherche scientifique. Les Cahiers illustrés du Lautaret sont l'exemple d'une restitution au public de travaux menés en lien avec cette station, par le biais de documents édités,.
Depuis 2016, les installations situées au col du Lautaret ont été complétées par la galerie de l'Alpe, édifice plus adapté aux activités d'accueil du public, de recherche et de formation de la station alpine que les chalets existants.

### Recherche sur les avalanches

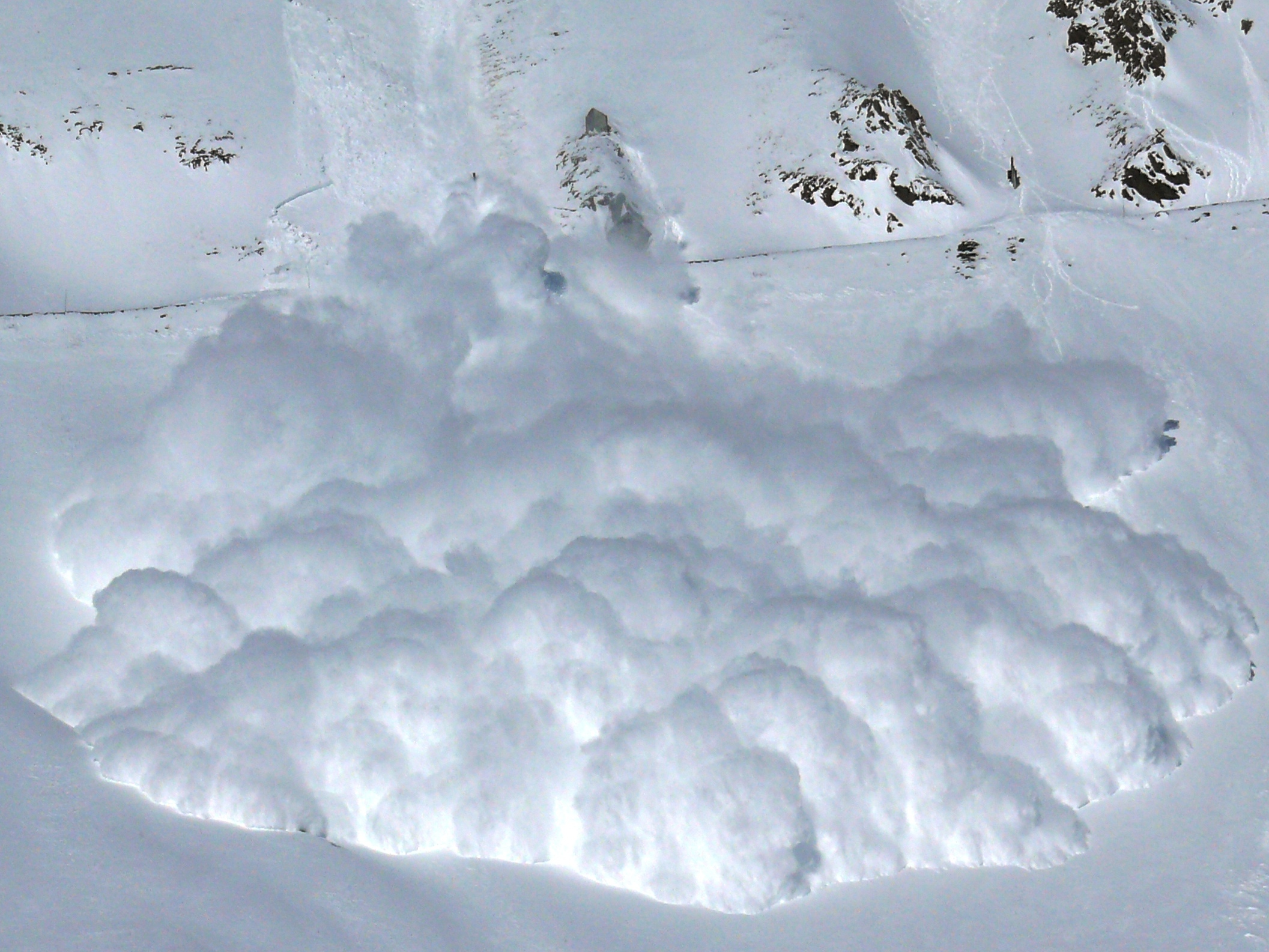
Une petite avalanche entre le col du Lautaret et le col du Galibier.

L'Institut national de recherches en sciences et technologies pour l'environnement et l'agriculture (IRSTEA) utilise depuis 1972 un site sur la montagne de Chaillol entre le col du Lautaret et le col du Galibier pour des expérimentations en situation réelle,. Consacré à ses débuts à la mise au point de dispositifs de déclenchement des avalanches, il est à présent utilisé dans l'étude de la sollicitation des avalanches sur les ouvrages de génie civil et la dynamique des avalanches.

### Accueil touristique
Dans le bâtiment de l'ancien hospice du Lautaret, le centre d'accueil et d'information du parc national des Écrins, ouvert en été, propose de la documentation, des projections et des ouvrages publiés par le parc concernant celui-ci.
Le hameau du col comporte plusieurs hôtels, des restaurants, des débits de boissons, un atelier de fabrication de miel et des commerces délivrant des produits locaux, certains ouverts toute l'année, tandis que d'autres ne sont ouverts qu'en période estivale.

### Activités pastorales

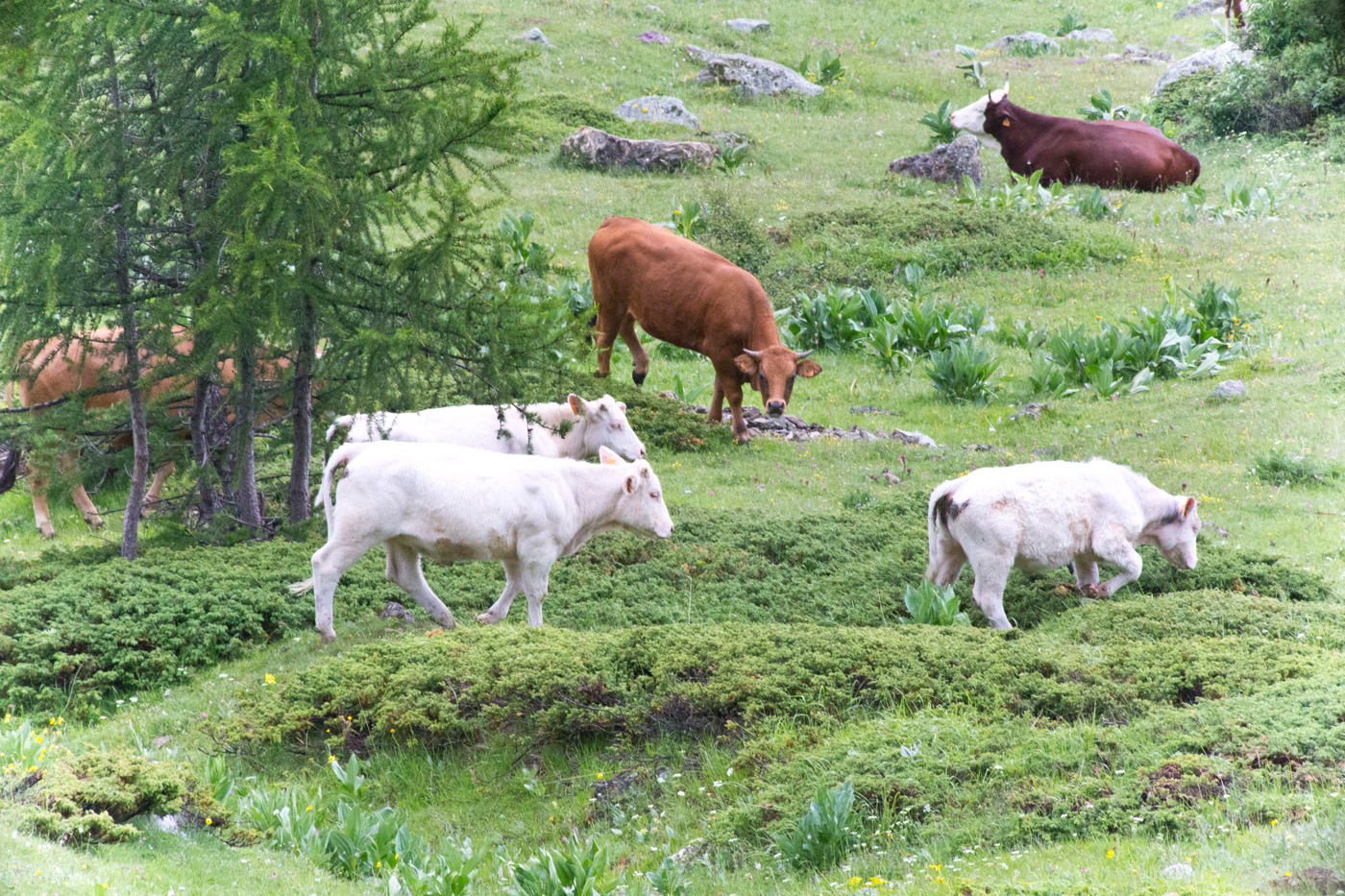
Troupeau de vaches paissant aux abords du col du Lautaret.

Ce col est situé au niveau d'alpages et des activités agricoles et pastorales s'y déroulent.

### Sport

#### Cyclisme

##### Tour de France
Le col du Lautaret a été franchi au total à douze reprises par le Tour de France sans compter les combinaisons Lautaret-Galibier (montée depuis Grenoble ou Briançon) et Galibier-Lautaret (en descente). Il a été classé alternativement en 1re, 2e ou 3e catégorie. Voici les coureurs qui ont franchi les premiers le col :
- 1950 : Apo Lazaridès  France
- 1951 : Gino Sciardis  Italie
- 1953 : Jean Le Guilly  France
- 1958 : Piet van Est  Pays-Bas
- 1960 : Jean Graczyk  France
- 1962 : Juan Campillo  Espagne

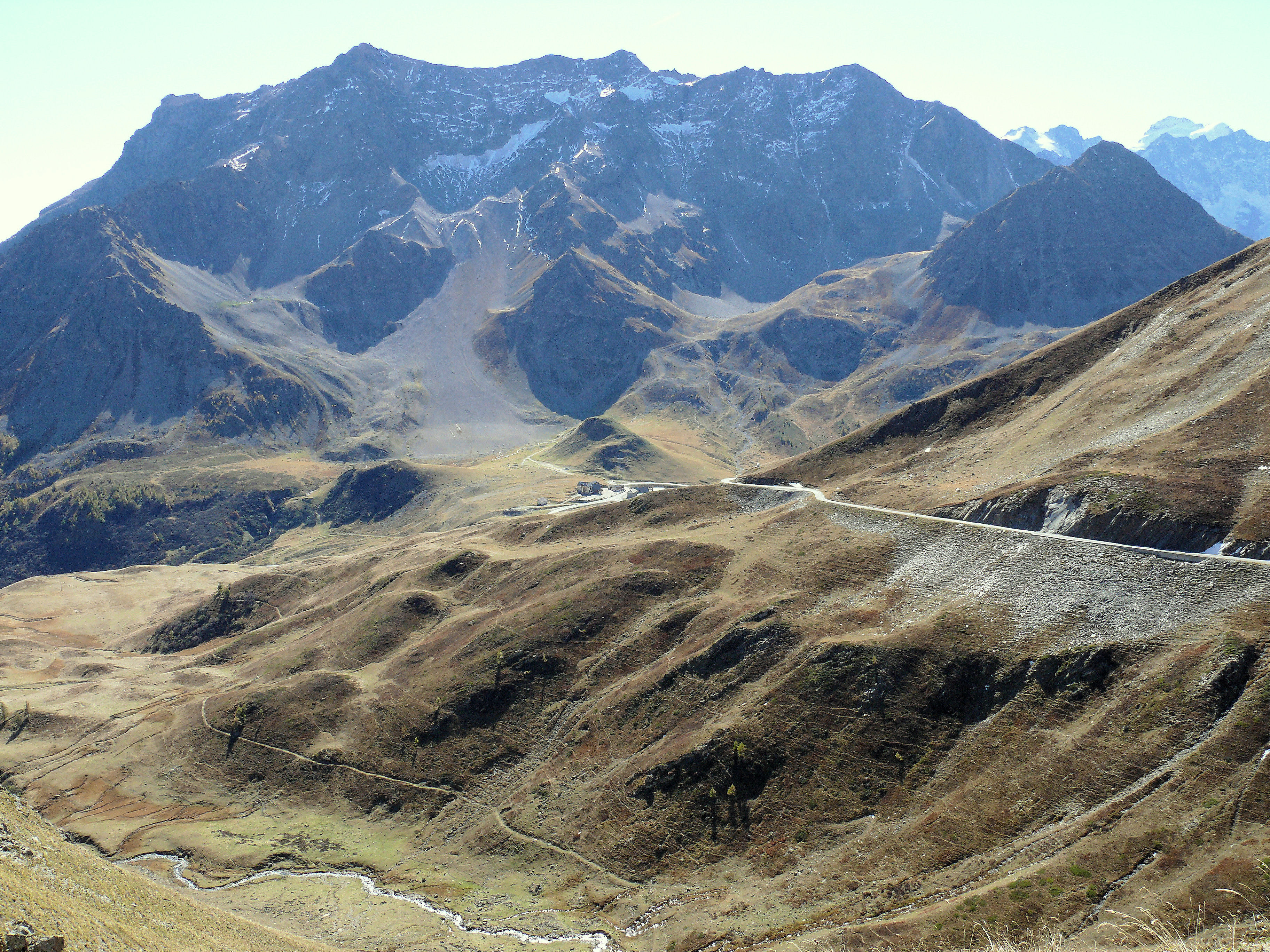
Vue du col du Lautaret depuis la route du col du Galibier.

- 1965 : Francisco Gabica  Espagne
- 1972 : Joaquim Agostinho  Portugal
- 1976 : Luciano Conati  Italie
- 2003 : Danilo Di Luca  Italie (9e étape)
- 2006 : David de la Fuente  Espagne (15e étape)
- 2014 : Joaquim Rodríguez  Espagne (14e étape)

##### Tour d'Espagne
Le col est au programme de la 4e étape du Tour d'Espagne 2025 prévue le 26 août 2025. Cette étape relie Suse, près de Turin, à Voiron dans le département de l'Isère et franchit auparavant le col de Montgenèvre.

##### Profil de l'ascension
L'ascension de ce col est considérée comme une des plus faciles à réaliser pour un col à plus de 2 000 mètres d'altitude, malgré sa longueur, quel que soit le versant.
Par le versant est, depuis Briançon, l'ascension totalise 27,7 km à 3,1 % depuis le croisement (1 204 m) entre les routes D2 et N94 à Briançon. Ceci peut être légèrement raccourci pour ceux provenant du col de Montgenèvre ou de la vallée de la Clarée avec 26,1 km depuis le rond-point (1 262 m) entre les routes N94 et D1091, au-dessus de la ville. Mais les 14 premiers kilomètres jusqu'au Monêtier, à un peu moins de 1 500 m d'altitude, offrent un quasi faux plat, ne dépassant pas les 3 % si ce n’est à la sortie de Briançon,. Et la route grimpe à peine plus dans les 4 km suivant Le Monêtier-les-Bains. Il est d’ailleurs fréquent que sur le Tour de France, les coureurs roulent lorsqu’ils descendent vers Briançon alors qu’ils reposent leurs jambes dans la plupart des descentes. Seuls les dix derniers kilomètres jusqu'au col du Lautaret sont un peu plus difficiles mais cela reste modeste, la pente oscillant entre 4 et 6 %.
Il est également possible d'effectuer l'ascension par le versant ouest, depuis le pont Saint-Guillerme (743 m) à côté du barrage de Clapier, non loin du Bourg-d'Oisans. L'ascension est alors de 34,05 km à 3,85 % de moyenne. L’ascension entre rapidement dans le vif du sujet avec trois premiers kilomètres assez difficiles à près de 7 % dont des passages à 8 et 9 % et un premier tunnel après seulement quelques hectomètres. La route suit au début les gorges de l'Infernet. Au niveau du lieu-dit « Le Garcin » (944 m) la pente se fait plus roulante et à partir d’un oratoire (988 m)  1,3 km plus loin, la route redescend et s’aplanit sur 2,3 km  pour parvenir jusqu’au Freney d’Oisans, à près de 925 m d’altitude, au km 6,6.
La route grimpe ensuite sur 2,2 km à un peu plus de 5 % pour déboucher au-dessus du lac du Chambon (1 043 m). Au km 9,4, la route D1091 croise la D25 montant au col de Sarenne. À ce niveau la route longe le lac par une grande portion très roulante incluant le grand tunnel du Chambon, long de près d’un kilomètre. Par la suite, jusqu’au kilomètre suivant la sortie de La Grave, la pente oscille entre 2 et 6 %. La pente devient par la suite plus régulière, entre 5 et 7 %, avec d’autres tunnels à franchir au passage et autrefois pas très bien éclairés. Enfin l’ascension se termine par près de 2 km à 4,1 % de moyenne.

#### Randonnée pédestre
Plusieurs sentiers de randonnée passent au col du Lautaret, permettant différentes randonnées pédestres en moyenne et haute montagne, dont le GR 50 (Tour du Haut Dauphiné). Un « sentier découverte » (aussi nommé « sentier d'interprétation des Crevasses ») a été aménagé par le parc national des Écrins au départ du col du côté vallée de la Romanche : il permet d'admirer les paysages et la flore locale tout en présentant diverses informations, notamment paysagères et géologiques. Des randonnées plus longues, et pour certaines présentant une réelle difficulté, peuvent être, parmi d'autres, l'accès à l'Alpe de Villar-d'Arêne par le sentier des Crevasses, le Tour du Combeynot, les sources de la Romanche ou le glacier et le lac glaciaire d'Arsine,.
Certaines zones sont protégées et font l'objet d'une réglementation, comme la réserve naturelle nationale des Pics du Combeynot et le parc national des Écrins. Cela permet notamment la sauvegarde d'espèces végétales et animales, ainsi que des biotopes et des paysages.

#### Ski de randonnée
Le col du Lautaret étant un des plus hauts cols déneigés de France, c'est un point d'accès privilégié pour les skieurs de randonnée, spécifiquement en début de saison.

#### Snowkite

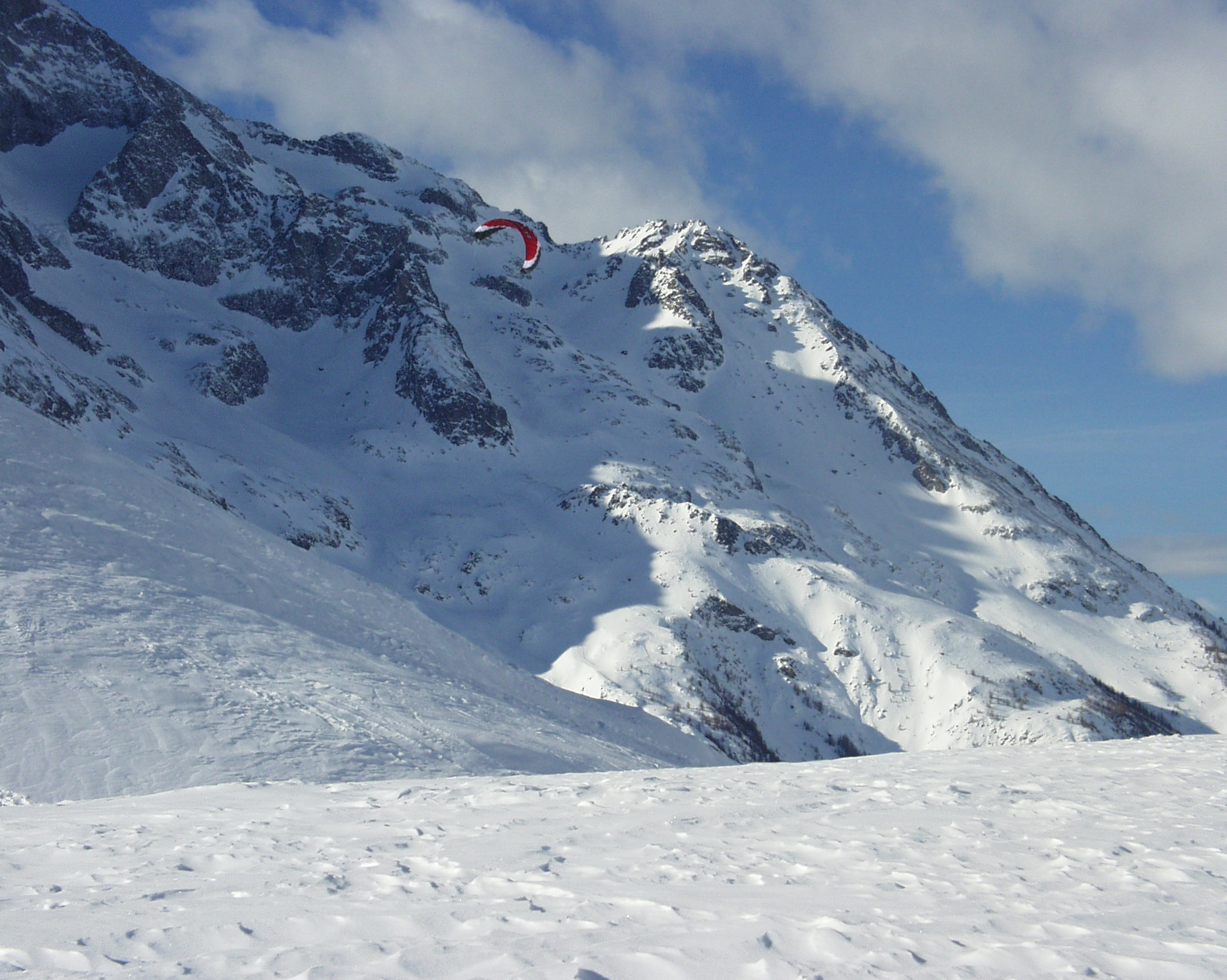
Snowkite à proximité du col du Lautaret.

Le col est un lieu classique de pratique du snowkite,,. Des compétitions ont également lieu sur le site.
Cette activité est soumise à une réglementation, notamment quant aux espaces accessibles dans la montagne (par rapport aux zones protégées, à la faune sauvage et au parc national des Écrins).
Des écoles de snowkite proposent des cours sur le site.

#### Ski de piste

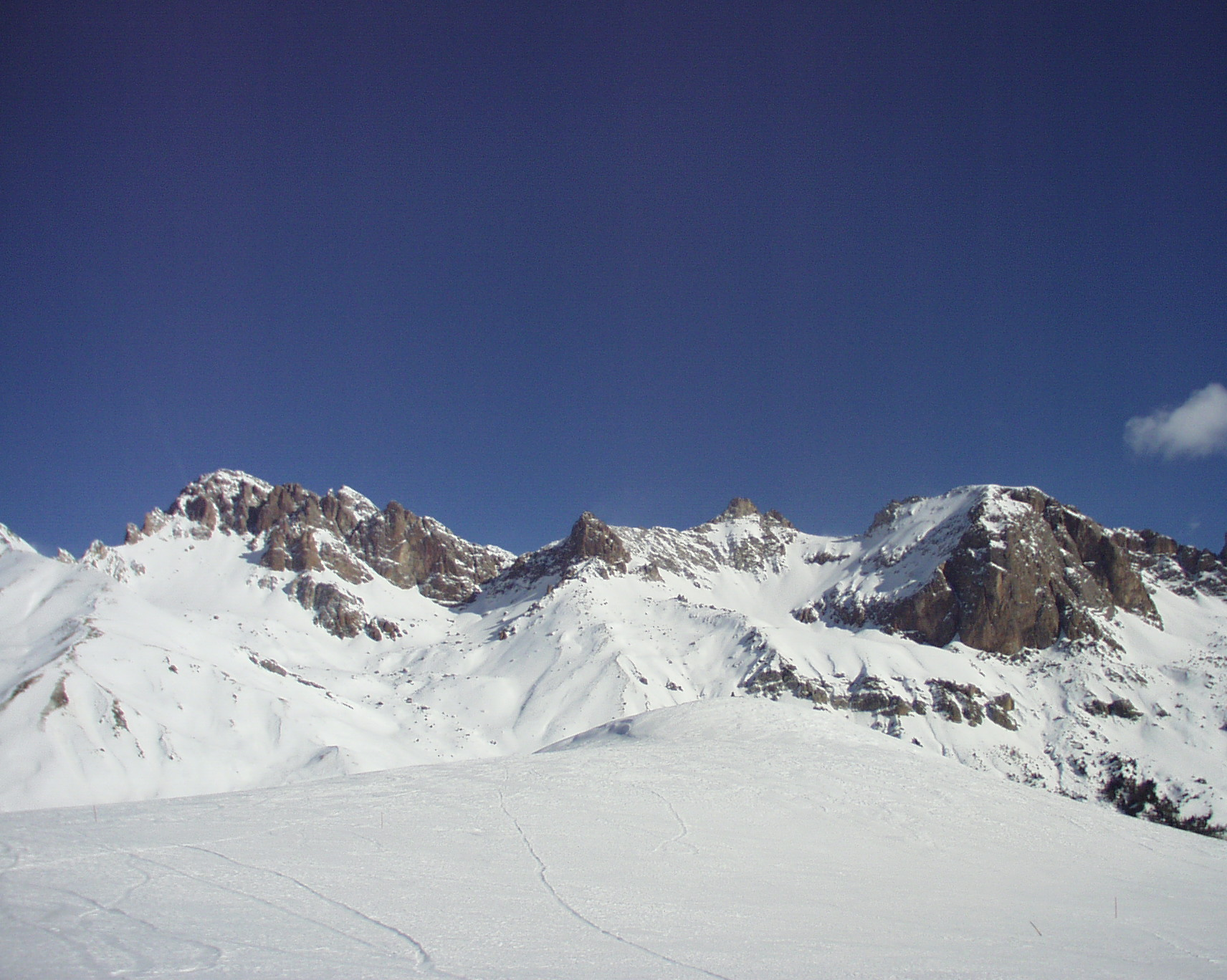
Vue des alentours du col du Lautaret en hiver.

Dès le début du XXe siècle, l'école de ski de Briançon vient s'entrainer au col du Lautaret. Ce n'est que dans la seconde moitié du siècle que l'activité se pérennise avec la construction de téléskis juste en contrebas au sud-ouest du col, au-dessus de la plaine des Ruillas, entre 2 000 et 2 280 mètres d'altitude sur l'ubac de la pyramide de Laurichard, sur le territoire communal de Villar-d'Arêne,. Un premier (le téléski de Laurichard) de près de 500 mètres de longueur pour 100 mètres de dénivelé est construit en 1968,, un deuxième (le téléski de Roche Gatipel) de plus de 900 mètres de longueur pour près de 300 mètres de dénivelé en 1976,, le tout complété par un troisième pour débutant de 120 mètres de longueur pour un peu plus de 10 mètres de dénivelé en 1978. Six pistes — une verte, trois bleues et deux rouges — sont alors proposées aux skieurs représentés par des particuliers, des classes de neige et un centre de vacances du Monêtier-les-Bains qui viennent à la journée,,. Le site étant bien enneigé et exposé aux avalanches, il est équipé en 1973 du tout premier Catex, un système de déclenchement préventif d'avalanches faisant évoluer des charges explosives le long d'un câble. Le parc national des Écrins créé en 1974 prévoit initialement d'intégrer l'ubac des pics de Combeynot dans la zone cœur mais, du fait de la présence des remontées mécaniques, ce secteur en sera exclu et deviendra la réserve naturelle nationale des Pics du Combeynot,.
La petite station ferme au milieu des années 2000,,, car incapable de s'adapter dans les années 1990 à la baisse de la fréquentation et aux coûts importants liés à des mises aux normes. Les téléskis sont démontés en octobre 2013 par l'association Mountain Wilderness, et les lieux — en grande partie situés dans la réserve naturelle — font l'objet d'une requalification paysagère avec l'enfouissement des lignes électriques, la restauration des bâtiments et la création d'une aire de camping-car sur le parking,,.

#### Ski nordique
Depuis quelques années, pour pallier les aléas des chutes de neige dans les villages voisins, une ou des pistes de ski de fond sont tracées près du col lorsque les pistes situées plus bas dans les vallées de la Romanche et de la Guisane ne peuvent être empruntées par les skieurs,.

#### Promenades en traîneau à chien
Le site accueille des promenades en traîneau à chien.

## Patrimoine
Plusieurs lieux et bâtiments situés au col ou à proximité sont l'objet de classements et protections, comme c'est le cas pour le parc national des Écrins (le Lautaret étant dans sa zone périphérique), réserve naturelle nationale des Pics du Combeynot, le jardin alpin.
Plusieurs ouvrages bâtis sont cités à l'Inventaire général du patrimoine culturel, dont : l'hospice Sainte-Madeleine dit hospice de la Madeleine, fondé au XIIIe siècle par les dauphins pour abriter les voyageurs franchissant le col, reconstruit à la suite de sa destruction par une avalanche et amélioré au XVIIIe siècle, abandonné depuis 1921 et actuellement en ruines ; le « refuge Napoléon », un ancien refuge de montagne dont la construction actuelle date de 1856 et ayant repris à l'époque les fonctions de l'hospice du Lautaret qui datait du milieu du XVe siècle ; le tunnel du col de Lautaret, ouvrage destiné à protéger la route des congères hivernales, jamais terminé, qui aurait été commencé sous l'Occupation durant la Seconde Guerre mondiale. L'ancien chalet-hôtel du PLM, qui avait été construit vers 1920, est sur cet inventaire, bien qu'il ait été détruit par un incendie et que son emplacement soit depuis quelques années occupé par la galerie de l'Alpe liée au jardin botanique alpin ; il en est de même pour l'ancien hôtel des Glaciers (sinistré par un incendie et dont l'emplacement est occupé par un nouvel hôtel de même nom). Les monuments commémoratifs dédiés pour l'un à Scott, l'autre à Henri Desgrange figurent également sur cet inventaire.

## Dans la littérature
- Élie Berthet (1815-1891), La mine d'or, Bureaux du journal Le Siècle, Paris, 1868, collection « Nouvelles et romans choisis »[72].